# Lucius Valerius Potitus Publicola
Pour les articles homonymes, voir Valerius Potitus.
Lucius Valerius Potitus est un homme politique romain du Ve siècle av. J.-C., consul en 483 et 470 av. J.-C.

## Famille
Selon Diodore de Sicile, il porterait le cognomen de Poplicola ou Publicola. Il est le fils de Marcus Valerius Volusus, consul en 505 av. J.-C., et le petit-fils d'un Volusus Valerius. Son nom complet est Lucius Valerius M.f. Volusi n. Potitus. Il est le frère de Manius Valerius Volusus qui a peut-être été dictateur en 501 av. J.-C.
Il est le père de Lucius Valerius Potitus, consul en 449 av. J.-C. en remplacement des décemvirs.

## Biographie

### Début de carrière
En 485 av. J.-C., il est questeur avec Kaeso Fabius Vibulanus. Ils poursuivent le très populaire consul d'origine plébéienne Spurius Cassius Vecellinus pour haute trahison et perduellio. Ce dernier est condamné à mort à sa sortie de charge et Lucius Valerius Potitus devient très impopulaire.

### Premier consulat
Ensuite, les patriciens réussissent à faire élire les trois frères de la gens des Fabii au consulat pour trois années consécutives, bien que le premier d'entre eux rende le nom de la famille impopulaire auprès du peuple et que les suivants sont choisis par les patriciens pour les aider à lutter contre la plèbe. En 483 av. J.-C., l'élection aux côtés de Marcus Fabius Vibulanus de Potitus, haï du peuple depuis sa questure, rend la plèbe furieuse. Les tribuns de la plèbe, dont Caius Maenius,, se battent pour qu'une loi agraire favorable à la plèbe soit votée, mais les consuls s'y opposent fermement. C'est dans ce contexte que Potitus prend la tête des armées et défait les Volsques.
Cette même année, des présages funestes se produisent et de nouvelles guerres éclatent. Interprétés comme conséquence de la colère des dieux, ces évènements ont pour seul résultat la condamnation à mort d'une vestale, Oppia, qui est enterrée vivante, comme le veut la tradition,.

### Deuxième consulat
Son deuxième consulat avec Tiberius Aemilius Mamercinus, en 470 av. J.-C., fait suite à celui d'Appius Claudius Sabinus. Ce dernier est mis en jugement à l'issue de son mandat par les tribuns Marcus Duillius et Cnaeus Siccius, pour son opposition à une loi agraire et aux tribuns de la plèbe ainsi que pour la défense qu’il prend des patriciens qui accaparent indûment les biens nationaux (l'ager publicus), et est devenu par ses excès le plus impopulaire des patriciens, alors que ceux-ci l’ont fait élire comme leur meilleur défenseur. Malgré les recommandations des sénateurs qui lui conseillent la modération, Appius Claudius réplique à l’accusation avec arrogance et agressivité, risquant l'exil, mais il meurt avant la fin de son procès,.
Les Sabins et Èques, deux peuples ennemis de Rome, ont profité des conflits politiques internes pour reprendre les hostilités. Potitus est envoyé en expédition contre les Èques tandis que son collègue Tiberius Aemilius Mamercinus marche contre les Sabins. Les Èques évitent la bataille et le consul tente de prendre d'assaut leur camp, mais le temps se déchaîne, et voyant cela comme le signe d'une divinité, il abandonne l'assaut et ravage le territoire ennemi. Son collègue dévaste également le territoire ennemi devant le refus de l'ennemi de combattre, bien que finalement une bataille ait lieu, sans pour autant que la victoire revienne à un des deux camps. Aucun des deux consuls ne termine sa guerre. Elles se poursuivent les années suivantes.